# Arcade (Georgie)
Arcade je město v Jackson County, v Georgii, ve Spojených státech amerických. V roce 2011 žilo ve městě 1792 obyvatel.

## Demografie
Podle sčítání lidí v roce 2000 žilo ve městě 1643 obyvatel, 565 domácností, a 457 rodin. V roce 2011 žilo ve městě 900 mužů (50,2%), a 892 žen (49,8%). Průměrný věk obyvatele je 38 let.